# Heinrich Erdmann August von Thielau

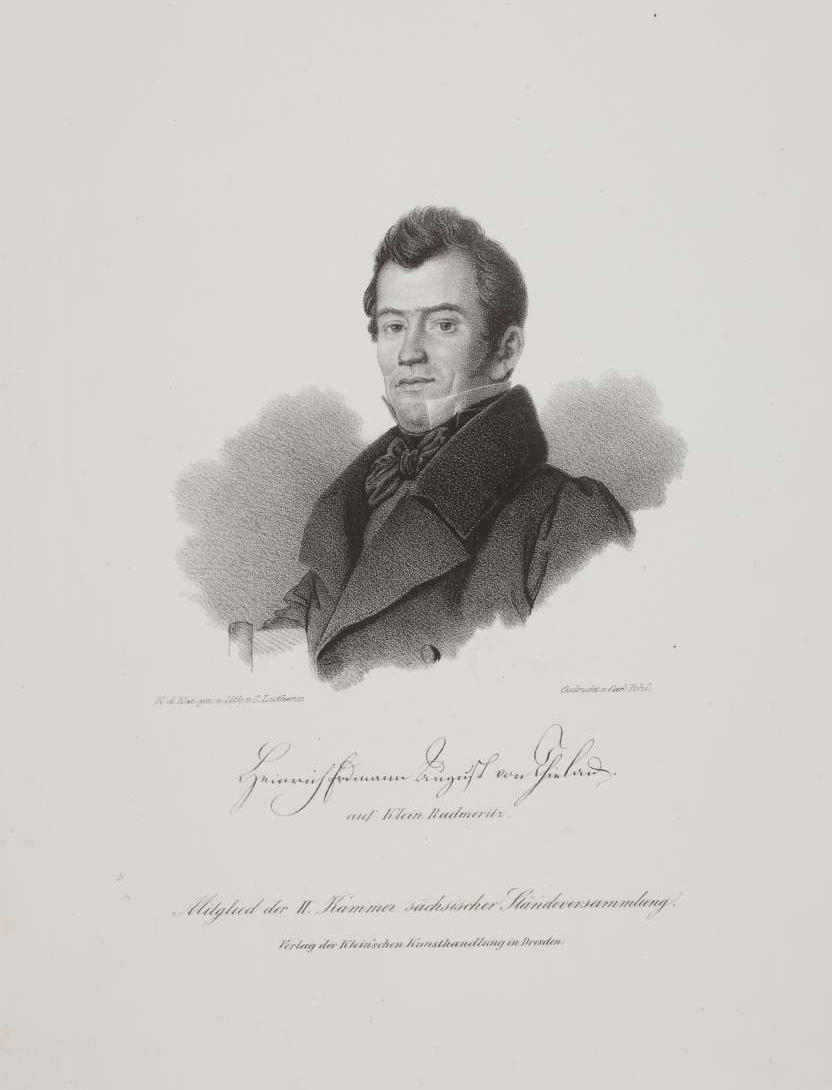
Heinrich Erdmann August von Thielau

Heinrich Erdmann August von Thielau (* 11. Oktober 1798 in Braunschweig; † 28. Oktober 1877 in Dresden) war ein  sächsischer Politiker und Mitglied des Konstituierenden Reichstags des Norddeutschen Bundes.

## Herkunft
Seine Eltern waren der braunschweigische Oberstallmeister Karl Florian von Thielau (1755–1828) und dessen Ehefrau Sophie Helene von Honroth (* 23. Januar 1766; † 21. November 1806),

## Leben
Heinrich Erdmann August von Thielau besuchte das Gymnasium in Schulpforta. Er studierte in Göttingen, Paris  und Leipzig. Er war Besitzer der Rittergüter Kleinradmeritz und Zoblitz, das er 1842 verkaufte, und saß auch auf Oberkemnitz. 1822 wurde er als Assessor in Dienst genommen. Von 1831 bis 1848 war er als Vertreter der Rittergutsbesitzer der Oberlausitz Mitglied der II. Kammer des Sächsischen Landtags. Er war mehrfach Referent oder Vorstand der Finanzdeputation. Auf dem 1847 tagenden Landtag bekleidete er das Amt des stellvertretenden Kammerpräsidenten.
Seit 1834 war er Landesältester und Vorsitzender der Provinzialstände in der Oberlausitz. Außerdem war er Mitglied des Staatsrats des Königreichs Sachsen. In der Allgemeinen Realencyclopädie findet sich folgende Charakterisierung: „Beredtsamkeit, dialektische und parlamentarische Gewandtheit und Unabhängigkeit der Gesinnung zeichnen ihn aus. Er ist weder systematischer Oppositionsmann, noch ministeriell und man findet ihn bald auf dieser, bald auf jener Seite, aber stets seiner Ueberzeugung, zuweilen auch wohl seiner Laune folgend. Sein Fehler ist Heftigkeit und Reizbarkeit und an diesem Mangel an Ruhe und Geduld scheiterte seine Wirksamkeit als Vicepräsident der zweiten Kammer auf dem außerordentlichen Landtage von 1847.“
1867 war von Thielau Mitglied des Konstituierenden Reichstags des Norddeutschen Bundes für den Wahlkreis Reichstagswahlkreis Königreich Sachsen 2 (Löbau) und die Freikonservative Vereinigung.

## Familie
Thielau heiratete am 27. Januar 1829 Amalie Johanna Auguste von Erdmannsdorf (* 7. Februar 1811; † 27. Juli 1881). Das Paar hatte mehrere Kinder:
- Johanna Auguste (1829–1903)
- Heinrich Otto (* 28. März 1831; † 29. März 1899) ⚭ Freiin Frederike von Hammerstein-Gesmold (* 2. April 1840; † 6. Juni 1887)
- Ernst Florian (1833–1905), Amtshauptmann
- Maria (Martha) (* 5. Januar 1836; † 10. Februar 1859) ⚭ Freiherr Ernst von Hammerstein-Gesmold (* 20. Dezember 1832; † 14. September 1864)[2]

## Werke
- Gutachten über die Errichtung eines allgemeinen Credit-Instituts für den Grundbesitz. 1856